# St. Andrew’s Church (Chennai)

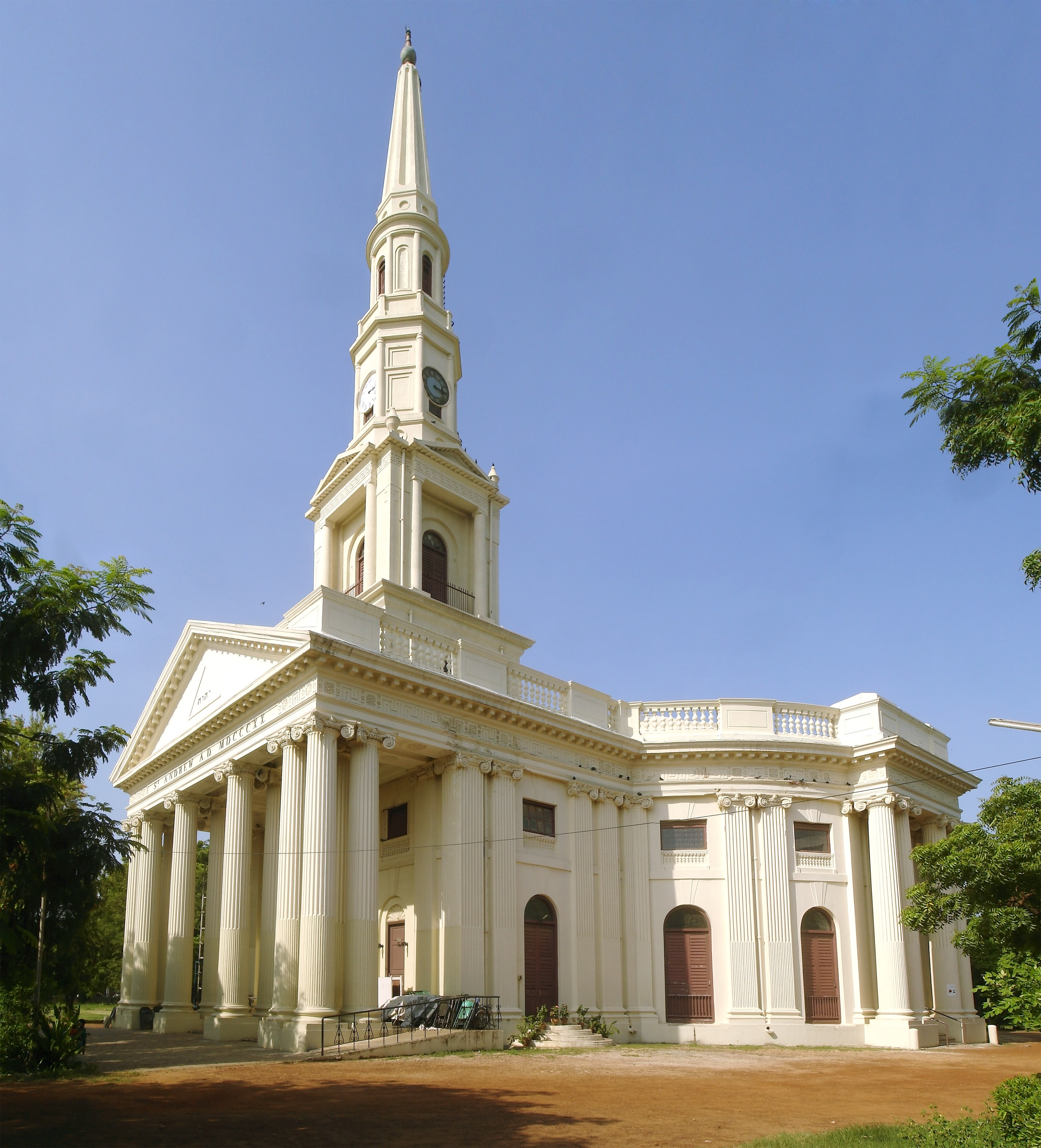
Die St. Andrew’s Church

Die St. Andrew’s Church (St.-Andreas-Kirche, Tamil: புனித அந்திரேயா கோவில்), genannt The Kirk, ist eine Kirche in Chennai (Madras), der Hauptstadt des indischen Bundesstaates Tamil Nadu. Sie liegt im Stadtteil Egmore und wurde zwischen 1818 und 1821 im klassizistischen Stil nach dem Vorbild der Londoner Kirche St. Martin-in-the-Fields erbaut. Die St. Andrew’s Church diente ursprünglich als die Kirche für die schottischen Einwohner von Madras und wird bis heute von einer presbyterianischen Gemeinde genutzt.

## Geschichte

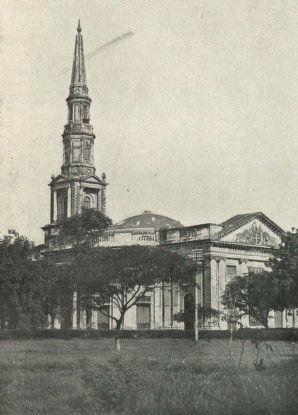
Die St. Andrew’s Church um 1905

Während der britischen Kolonialzeit war Madras, das heutige Chennai, eines der Zentren der britischen Kolonialmacht in Indien. Unter den britischen Einwohnern von Madras waren auch einige Schotten, die der presbyterianischen Church of Scotland angehörten. 1813 entsandte die Church of Scotland einen ersten presbyterianischen Geistlichen nach Madras, um die schottischen Einwohner der Stadt zu betreuen. Nachdem 1815 die St. George’s Church (die spätere Kathedrale) für die anglikanischen Mitglieder der Church of England erbaut worden war, wurden Rufe nach einer eigenen Kirche für die Mitglieder der Church of Scotland laut. Am 6. April 1818 wurde schließlich der Grundstein für die St. Andrew’s Church gelegt, am 25. Februar 1821 konnte die Kirche geweiht werden. Sie ist dem Apostel Andreas, dem Nationalheiligen Schottlands, geweiht. Meist wird die St. Andrew’s Church nach dem schottischen Word für „Kirche“ The Kirk genannt.
Im Jahr 1947 vereinigten sich die presbyterianischen, anglikanischen, kongregationalistischen, reformierten und methodistischen Kirchen Südindiens zur Church of South India (CSI). Nach Ansicht der CSI untersteht auch die St. Andrew’s Church ihrer Jurisdiktion. Die Kirchengemeinde bestreitet aber, der Church of South India anzugehören, sondern betrachtet sich als autonome Einheit, die nach den Vorgaben eines Gesetzes über die Church of Scotland aus dem Jahr 1899 tätig ist. Die Church of Scotland wiederum distanziert sich von der St. Andrew’s Church und bekräftigt den Anspruch der Church of South India.

## Baubeschreibung

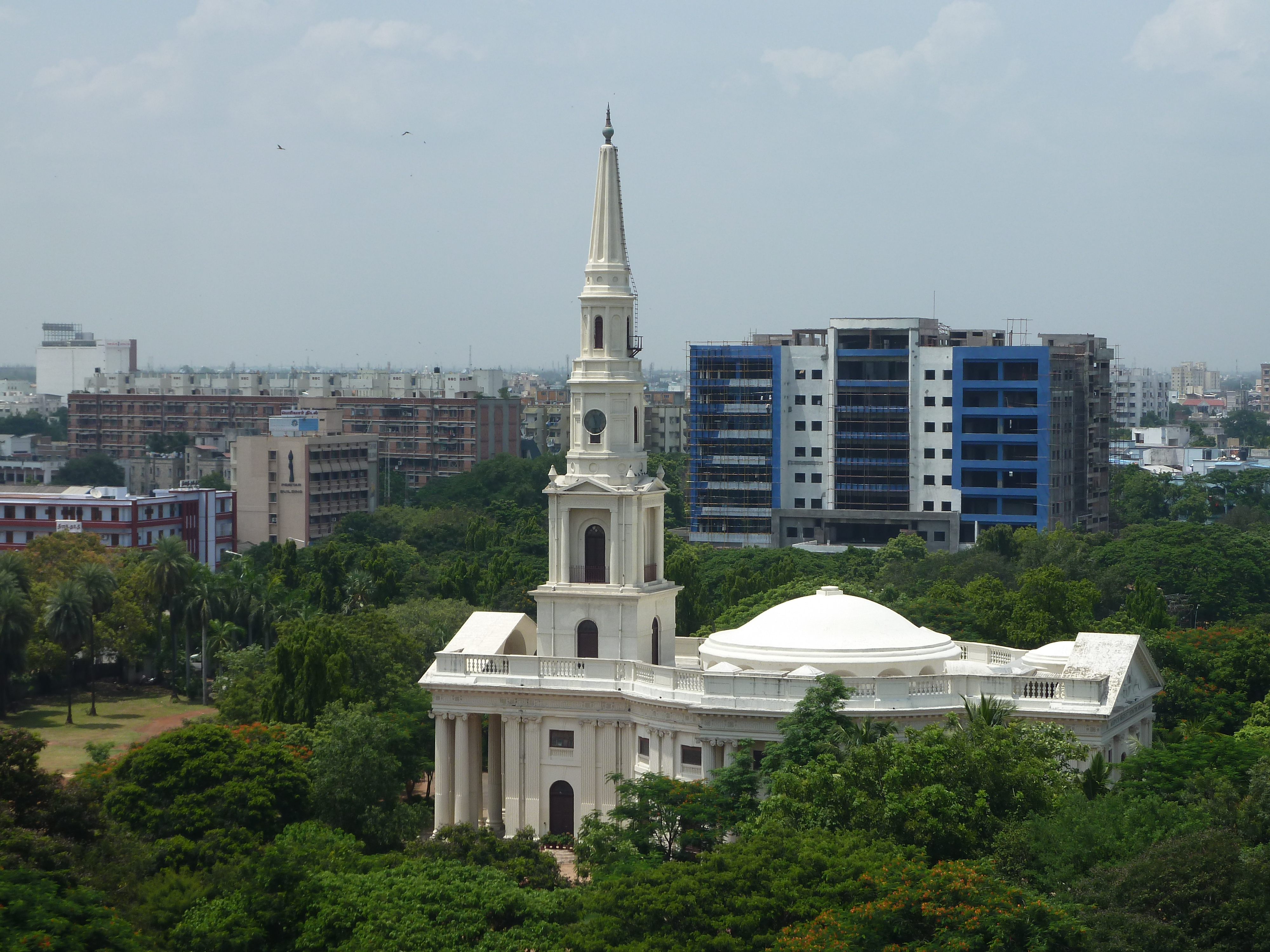
Blick auf die St. Andrew’s Church

Die St. Andrew’s Church ist eines der besten Beispiele für den georgianischen Klassizismus in der britischen Kolonialarchitektur in Indien. Die St. Andrew’s Church ist der Londoner Kirche St. Martin-in-the-Fields nachempfunden, unterscheidet sich von dieser aber durch ihren runden Grundriss. St. Martins-in-the-Fields war ursprünglich ebenfalls als Rotunde geplant, wurde aber letztlich mit rechteckigem Grundriss realisiert.
Kernstück der  St. Andrew’s Church ist der kreisförmige Zentralbau mit einem Durchmesser von 25,3 Metern. Er wird von einer Kuppel mit einem Durchmesser von 15,7 Metern und einer Höhe von 7,3 Metern überspannt. Jede der Säulen, welche die Kuppel tragen, ist 7,9 Meter hoch. Im Osten und Westen des Zentralbaus ist jeweils ein 17,3 Meter breiter Vorbau mit einem ionischen Säulenportikus vorgelagert. In die westliche Vorhalle ist ein spitzer, 50,7 Meter hohe Kirchturm integriert. Die Kirche ist von außen strahlend weiß getüncht, den Innenraum beherrscht das leuchtend blaue Kuppeldach.
Da die St. Andrew’s Church auf sumpfigem Terrain unweit des Cooum-Flusses errichtet wurde, ist sie auf rund 300 gemauerten und mit Sand gefüllten Brunnenschächten gegründet. Die Verwendung von solchen Brunnenschächten statt der in Europa üblichen Holzpfähle ist eine in diesem Teil Indiens traditionell genutzte Technik und zeigt, wie die Kolonialarchitektur trotz ihrer gänzlich europäischen Formensprache auf indische Bautechniken zurückgriff.